# 霧社弧弄蝶
霧社弧弄蝶（学名：Aeromachus matudai），又名霧社星褐弄蝶、霧社狹翅挵蝶、霧社黃星挵蝶，为弄蝶科弧弄蝶屬下的一个种。